# Catephia obscura
Catephia obscura är en fjärilsart som beskrevs av Alfred Ernest Wileman 1914. Catephia obscura ingår i släktet Catephia och familjen nattflyn. Inga underarter finns listade i Catalogue of Life.